# Liściowiec kreskowany
Liściowiec kreskowany, liściowiec złotawy (Syndactyla subalaris) – gatunek małego ptaka z rodziny garncarzowatych (Furnariidae). Występuje w Kolumbii, Kostaryce, Ekwadorze, Panamie, Peru i Wenezueli. Jest spotykany na wysokości 600–2300 m n.p.m.